# Kijowski Międzynarodowy Festiwal Filmów Krótkometrażowych
Kijowski Międzynarodowy Festiwal Filmów Krótkometrażowych (ang. Kyiv International Short Film Festival, ukr. Київський міжнародний фестиваль короткометражних фільмів, KISFF) – coroczny międzynarodowy festiwal poświęcony krótkometrażowym produkcjom filmowym, odbywający się w Kijowie. Pierwsza edycja miała miejsce w 2012.

## Cel festiwalu
Celem wydarzenia jest zaprezentowanie publiczności przekroju współczesnego kina krótkometrażowego z całego świata, obejmującego zarówno filmy twórców profesjonalnych, jak i studentów szkół filmowych. Festiwal stanowi również platformę do promocji ukraińskiej kinematografii oraz wymiany doświadczeń pomiędzy ukraińskimi i zagranicznymi filmowcami.

## Historia
Prace nad pierwszą edycją festiwalu rozpoczęto w 2011, a jego inauguracja odbyła się wiosną 2012. Pomimo różnych wyzwań organizacyjnych i politycznych, festiwal odbywa się corocznie. KISFF funkcjonuje jako niezależna organizacja pozarządowa i koncentruje się na popularyzacji kina krótkometrażowego.

## Program
Festiwal obejmuje:
- Konkurs główny (międzynarodowy i krajowy),
- Sekcje pozakonkursowe, w tym retrospektywy, specjalne pokazy oraz projekcje filmów zagranicznych twórców o Ukrainie,
- Wydarzenia towarzyszące, takie jak wykłady, warsztaty, panele dyskusyjne oraz programy edukacyjne[3].

Na festiwal przyjmowane są filmy o długości do 35 minut, preferowane ukraińskie premiery. Nie ma ograniczeń co do wieku filmowca ani kraju produkcji.

## Jury i nagrody
Na Kyiv International Short Film Festival (KISFF) przyznawane są następujące nagrody:
Nagrody w Międzynarodowym Konkursie:
- Grand PrixFilmFreeway
- Wyróżnienia Specjalne – jury może przyznać jedno lub więcej wyróżnień.

Nagrody w Ukraińskim Konkursie:
- Grand Prix
- Wyróżnienia Specjalne – jury może przyznać jedno lub więcej wyróżnień.

Nagrody Publiczności:
- Publiczność głosuje na swój ulubiony film w każdej sekcji konkursowej[5][6].